# Tytthonyx virginensis
Tytthonyx virginensis es una especie de coleóptero de la familia Cantharidae.

## Distribución geográfica
Habita en las Islas Vírgenes.